# Мартинес, Тони
Анто́нио Марти́нес Ло́пес (исп. Antonio "Toni" Martínez López; родился 30 июня 1997, Баррио дель Прогресо, Испания) — испанский футболист, нападающий клуба «Алавес».

## Клубная карьера
Мартинес — воспитанник клубов «Реал Мурсия» и «Валенсия». В 2013 году для получения игровой практики он начал выступать за команду дублёров последнего. Летом 2016 года Тони перешёл в английский «Вест Хэм Юнайтед», подписав контракт на 3 года. Сумма трансфера составила 3 млн евро. В начале 2017 года для получения игровой практики Мартинес был отдан в аренду в «Оксфорд Юнайтед». 5 февраля в матче против «Суиндон Таун» он дебютировал в Первой английской лиге. 7 марта в поединке против «Шеффилд Юнайтед» Тони забил свой первый гол за «Оксфорд Юнайтед».
Летом 2017 года Мартинес вернулся в «Вест Хэм». 7 января 2018 года в матче Кубка Англии против «Шрусбери Таун» он дебютировал за основной состав.
В 2018 году Мартинес на правах аренды перешёл в «Вальядолид». 9 февраля в матче против «Гранады» он дебютировал в Сегунде. 28 апреля в поединке против «Кадиса» Тони забил свой первый гол за Вальядолид. Летом того же года Мартинес был арендован клубом «Райо Махадаонда». В матче против «Сарагосы» он дебютировал за новую команду. В этом же поединке Тони забил свой первый гол за «Райо Махадаонда». В начале 2019 года Мартинес на правах аренды присоединился к «Луго». 26 января в матче против «Райо Махадаонда» он дебютировал за новую команду. В этом же поединке Тони забил свой первый гол за «Луго».
Летом 2019 года Мартинес перешёл в португальский «Фамаликан», подписав контракт на 3 года. 10 августа в матче против «Санта-Клара» он дебютировал в Сангриш лиге. В этом же поединке Тони забил свой первый гол за «Фамаликан».
4 октября 2020 года стал игроком португальского «Порту».

## Достижения
«Порту»
- Чемпион Португалии: 2021/22
- Обладатель Суперкубка Португалии: 2020